# クイズ☆正解は一年後 presents あつしの名探偵
『クイズ☆正解は一年後 presents あつしの名探偵』（クイズせいかいはいちねんご プレゼンツ あつしのめいたんてい）は、2023年12月30日放送のTBSのバラエティ番組『クイズ☆正解は一年後』の企画で生まれたファミリーコンピュータ互換機用のゲームソフトで、番組放送後の12月31日にはNintendo Switch用ダウンロードソフトとしてPhoenixxより発売された。

## 概要
本作は、2023年12月30日の放送回で行なわれた「FC互換機用のソフト『あつしの名探偵』を10本作成して各地のゲームショップやリサイクルショップで販売し、ゲームをクリアできた人間が、何人いるか」を予想するクイズ設問のために制作が開始された。全国各地にばらまかれたゲームは全部売り切れたが、クリア出来た人間はいなかった。
番組放送中よりニンテンドーeショップでNintendo Switch版のダウンロード販売が実際に開始され、31日には特典が同梱されたパッケージ限定版となるコレクターズ・エディション（2024年1月11日発売）がハピネット・オンラインにて予約受付開始された。
なお、ファミコンカセットの容量の関係で、番組上でばらまいたファミコン互換版とSwitch版では内容が一部異なっており、明確な違いとしてはカセット版には「セーブ機能」がなく、パスワード方式のみとなっている。

## 制作
企画自体は2022年4月に始まっており、同年9月には開発に着手。クイズ番組の企画として用いるという性質上、グラフィックの作成を優先し、2023年1月くらいにはグラフィックが完成した。最大の難関はファミコンソフトを開発できる企業が令和の時代にほとんどないことだったが、奇遇にもファミコン風アドベンチャーをいくつか手掛けていたハッピーミールと出会い、開発期間を相談しながら着手できた。全体の開発人数は9人ほどだと『クイズ☆正解は一年後』プロデューサーの藤井健太郎は述べている。
企画のベースは2022年12月に『クイズ☆正解は一年後』で放送した「謎のTHE BLUE HEARTSのカバーアルバムをサービスエリアで売り、番組で種明かしをして、放送後に実際に手にできるようにする」という企画であり、藤井はその第2弾と位置付けている。前述のように企画自体は同時期に開始された。
藤井にゲーム開発の知識はなかったが、予算や制作期間を考えると3Dグラフィックにすることは困難であろうと、ゲーム会社への提案時点でファミコンで動くソフト、アクションよりはアドベンチャーゲームということを念頭に置いており、往年のタレントゲームである『さんまの名探偵』（1987年）や『たけしの挑戦状』（1986年）をオマージュする演出が施され、難易度については『ファミコンジャンプ 英雄列伝』（1989年）が意識されているという。また、クリアできるかどうかという設問のため、非常に難易度が高く作られており、一般販売の際には「演出の都合上、高難度・不親切な作品になっています」、「理不尽かつ悪意のあるクリア条件などが多分に含まれますので、予めご理解の上、お楽しみください（ご購入後のクレームには応じかねますのでご注意ください）」等の注意書きがされている。中古店からの購入者の声として、藤井には「このゲームをクリアするのは勤め人には無理だ」との報告があったという。
テキスト面においてはゲーム開発会社側がゲームのたたき台を作った上で、藤井が「出演者本人っぽいしゃべり方に直す作業や会話に面白さのエッセンスを加える作業を行った」と述べており、スタッフロールでも「脚本」とクレジットされている。また、ゲーム中に登場する鬼越トマホークのネタは鬼越本人に書いてもらったものの、ネタバレ回避のため何に使うかは伝えておらず「どこでどう利用されるのかもわからず」書いてくれたという。

## あらすじ
ある日のTBSスタジオ。『クイズ☆正解は一年後』の収録が行われた。その直後、収録に参加したレイザーラモンRGがスタジオセットの裏で変わり果てた姿で発見された。出演者は警察からテレビ局にとどまるよう言い渡され、番組MCでもある探偵の田村淳が捜査に乗り出した。怪しい行動をとる者、番組の企画だと思いいつも通りのふるまいをする者、右往左往する者など様々な関係者が行きかう中、田村淳は真実を解き明かせるのか。

## 登場キャラクター

### スタジオメンバー
- たむらあつし（ロンドンブーツ1ごう2ごう）
- ますだえりな
- たむらりょう（ロンドンブーツ1ごう2ごう）
- はらにしたかゆき（フジワラ）
- ふじもととしふみ（フジワラ）
- ありよしひろいき
- おぎひろあき（おぎやはぎ）
- やはぎけん（おぎやはぎ）
- ごとうてるもと（フットボールアワー）
- バカリズム
- くっきー!（やせいばくだん）
- レイザーラモンRG
- みなみかわ
- いぐちひろゆき（ウエストランド）
- こうもとふとし（ウエストランド）
- おにごえトマホーク（さかいりょうた、きんちゃん）[注 3]
- ゆうちゃみ

### その他関係者
- あかつ
- けいびいんさん
- でんせつのカギし
- おおえゆたか

## スタッフ
- 企画：ふじいけんたろう、かわむらあずさ、せきじゅんじ
- 脚本：ふじいけんたろう、せきじゅんじ
- ディレクション：せきじゅんじ
- プログラム：まとのよしのぶ、ナッケスト
- グラフィック：せきじゅんじ、ふなこしれいじ
- サウンド：もりあきこ、ナッケスト
- ロム版プログラム：まちだりゅう、はまだいさむ
- スクリプトアシスト：はしもとつかさ
- タイトルビジュアル：しんばだいすけ、すぎやまみさ
- プロデューサー：たなべてっぺい、かわむらあずさ
- エグゼクティブプロデューサー：さかもとかずのり
- スペシャルサンクス：ふくやまこうじ、てらいあきのり、にしむらあきひろ、こばやしかよこ、ゆみるこ
- 放送：TBSクイズ☆せいかいは1ねんご
- 総合プロデューサー：ふじいけんたろう